# دينيس بيرموديز
دينيس روس بيرموديز (بالإنجليزية: Dennis Ross Bermudez؛ مواليد 13 ديسمبر 1986) هو مُقاتل فنون قتالية مختلطة أمريكي.

## وصلات خارجية
- دينيس بيرموديز على موقع يو إف سي (الإنجليزية)
- دينيس بيرموديز على موقع شيردوغ (الإنجليزية)
- دينيس بيرموديز على موقع Tapology.com (الإنجليزية)
- دينيس بيرموديز على موقع IMDb (الإنجليزية)
- دينيس بيرموديز على موقع قاعدة بيانات الفيلم (الإنجليزية)